# Алексеев, Яков Иванович
Яков Иванович Алексеев (26 ноября 1872 года, Смоленск — 1942 год) — русский и советский топограф и геодезист, генерал-майор Русской императорской армии.

## Биография
Родился в Смоленске. Общее образование получил в Смоленском реальном училище. В 1890 году поступил в Военно-топографическое училище, которое окончил в 1892 году с производством в подпоручики Корпуса военных топографов, 10 октября 1892 года прикомандирован к лейб-гвардии Егерскому полку. 31 марта 1893 года назначен на съёмку Юго-Западного пограничного пространства. В 1895 году произведён в поручики.
13 марта 1897 года прикомандирован к 172-му пехотному резервному Пултускому полку и в следующем году поступил на геодезическое отделение Николаевской академии Генерального штаба. После окончания академии по 1-му разряду в 1901 году прикомандирован к Николаевской Главной обсерватории. В 1903 году переведён в Генеральный штаб и 4 апреля 1903 года назначен и.д. наблюдателя на Триангуляцию Западного пограничного пространства.
15 марта 1904 года командирован в Абиссинию для производства топографических работ в Англо-Египетской разграничительной комиссии (до 9 октября 1904 года). После возвращения произведён в подполковники и 31 декабря 1904 года назначен в состав 1-й Маньчжурской военно-топографической съёмки (начальник П. И. Гладышев) для астрономических работ.
Принял участие в Русско-японской войне, за что награждён двумя боевыми орденами. 1 декабря 1906 года прикомандирован к Военно-топографическому отделу Главного управления Генерального штаба. 2 мая 1907 года назначен штаб-офицером для поручений и астрономических работ при военно-топографическом отделении штаба Омского военного округа.
В 1907 году произвёл обширные астрономические наблюдения в Барнаульском, Бийском и Змеиногорском уездах Алтайского горного округа и Усть-Каменогорском уезде Семипалатинской области, где определил положение 26 астрономических пунктов. В 1908 году выполнил наблюдения в окрестностях Омска, по реке Иртышу, в окрестностях Ново-Николаевска Томской губернии и в долине нижнего течения реки Ишим, где определил положение 24 астрономических пунктов. В 1910 году провёл наблюдения на Чуйском тракте и в районе северного края Телецкого озера, где определил положение 20 астрономических пунктов. 6 декабря 1908 года за отличия произведён в полковники.
16 апреля 1911 года назначен на должность помощника начальника геодезического отделения Военно-топографического отдела Главного управления Генерального штаба, но уже 8 мая 1911 года назначен начальником того же отделения. 10 апреля 1916 года произведён в генерал-майоры. 13 марта 1917 года назначен временно-исправляющим должность начальника Военно-топографического отдела Главного управления Генерального штаба.
После Октябрьской революции поступил на службу в РККА. 23 февраля 1918 года утверждён в должности начальника геодезического отдела Военно-топографического управления Главного управления Генерального штаба РККА. 1 июня 1918 года назначен инспектором работ Корпуса военных топографов. 1 декабря 1923 года назначен состоять для особых поручений при Военно-топографичнском отделе штаба РККА.
1 апреля 1924 года назначен исправлять должность помощника начальника отдела по обработке и редактированию научных трудов Военно-топографического управления штаба РККА (с 1925 года — научно-издательский отдел, с 1926 года — 2-й отдел). В дальнейшем утверждён в должности. С 3 января 1927 года — исправляющий должность начальника 2-го отдела Военно-топографического управления Главного управления РККА.
В 1927—1934 годах принимал участие в составлении «Технической энциклопедии» под редакцией Л. К. Мартенса, автор статей из раздела «геодезия».
В 1930 году репрессирован по делу Военно-топографического управления. Приговорен к заключению.
Погиб в 1942 году. Был женат, имел сына.

## Чины
- Вступил в службу 1 октября 1890 года
- Подпоручик (24 сентября 1892 года)
- Поручик (5 августа 1895 года)
- Штабс-капитан (6 декабря 1898 года)
- Капитан (23 мая 1901 года)
- Генерального штаба подполковник (6 декабря 1904 года)
- Генерального штаба полковник (6 декабря 1908 года)
- Генерального штаба генерал-майор (10 апреля 1916 года)

## Награды
- Орден Святого Станислава 3-й степени с мечами и бантом (1906 год)
- Орден Святой Анны 3-й степени с мечами и бантом (1906 год)
- Орден Святого Станислава 2-й степени (1907 год)
- Орден Святой Анны 2-й степени (6 декабря 1911 года)
- Орден Святого Владимира 4-й степени (6 декабря 1913 года)
- Орден Святого Владимира 3-й степени (22 марта 1915 года)